# Jan Mikusiński
Jan Mikusiński (* 3. April 1913 in Stanisławów; † 27. Juli 1987 in Kattowitz) war ein polnischer Mathematiker, der für seine Beiträge zur Operatorenrechnung in der Analysis bekannt ist.

## Leben und Wirken
Mikusiński studierte an der Universität Posen (Abschluss 1937). Während des Zweiten Weltkriegs arbeitete er wie viele polnische Mathematiker in einer Universität im Untergrund. 1945 wurde er in Krakau bei Tadeusz Ważewski promoviert (Sur un problème d'interpolation pour les intégrales des équations différentielles linéaires) und war dann Dozent in Breslau (1948), Warschau (1955) und Kattowitz. 1955 habilitierte er sich. In den 1960er Jahren leitete er das neu gegründete Mathematische Institut der Polnischen Akademie der Wissenschaften in Kattowitz.
Mikusiński ist bekannt für die Entwicklung eines nach ihm benannten Kalküls der Differential- und Integraloperatoren, der teilweise mächtiger ist als der Distributionenkalkül von Laurent Schwartz oder die in der Theorie der Laplace-Transformation erfassbaren Operatoren. Er benutzt den Faltungsoperator als Produkt zweier Funktionen. Er schrieb darüber 1953 das Buch Operatorenrechnung. Seine Arbeit war ein weiterer Beitrag dazu, dem Operatorkalkül von Oliver Heaviside aus dem 19. Jahrhundert eine mathematisch strenge Grundlage zu geben.
Mikusiński wurde 1950 mit dem Stefan-Banach-Preis ausgezeichnet. Er wurde 1970 zum Ehrendoktor der Universität Rostock ernannt.

## Schriften
- An Introduction to Analysis - From Number to Integral. Wiley 1993
- The Operational Calculus. Pergamon Press, Oxford 1983
- Operatorenrechnung. VEB Deutscher Verlag der Wissenschaften, Berlin 1957.
- The Bochner Integral. Birkhäuser 1978.
- mit Piotr Antosik, Roman Sikorski: Theory of distributions – the sequential approach. Elsevier 1973.
- mit Stanisław Hartman: The theory of Lebesgue Measure and Integration. Pergamon Press, Oxford 1961.